# Princess of China
Princess of China è un singolo del gruppo musicale britannico Coldplay, pubblicato il 13 aprile 2012 come quarto estratto dal quinto album in studio Mylo Xyloto.

## Descrizione
Decima traccia di Mylo Xyloto, Princess of China ha visto la partecipazione della cantante barbadiana Rihanna ed è caratterizzato inoltre dalla presenza di un campionamento del brano Takk... dei Sigur Rós.
In un'intervista a MTV il 20 settembre 2011, il frontman Chris Martin ha confermato che i Coldplay avevano realizzato un brano con Rihanna e che sarebbe stato incluso nel quinto album del gruppo. Martin ha continuato ad affermare che aveva composto un brano apposito per Rihanna.

## Video musicale
Il video, codiretto da Adria Petty e Alan Bibby, è stato girato il 22 ed il 23 marzo 2012, e infine pubblicato il 2 giugno.
Il 26 aprile fu pubblicato un video precedentemente realizzato durante un concerto del gruppo in cui Rihanna esegue la sua parte seguendo le movenze di una divinità cinese. Tale video veniva proiettato esclusivamente nei concerti tenuti dal gruppo.

## Tracce
Download digitale (Stati Uniti)
1. Princess of China (Radio Edit) – 3:37

Download digitale (Mondo)
1. Princess of China (Radio Edit) – 3:39
2. Princess of China (Invisible Men Remix) – 3:46
3. Paradise (Tiësto Remix) – 4:46
4. Princess of China (Acoustic) – 3:26

CD promozionale (Europa)
1. Princess of China (Radio Edit) – 3:35
2. Princess of China (Invisible Men Remix) – 3:49
3. Princess of China (Album Version) – 3:59
4. Princess of China (Instrumental) – 3:59

## Formazione
Gruppo
- Chris Martin – voce, chitarra acustica
- Jonny Buckland – chitarra elettrica, tastiera
- Guy Berryman – basso, tastiera
- Will Champion – batteria elettronica

Altri musicisti
- Rihanna – voce aggiuntiva
- Brian Eno – effetti sonori, composizione aggiuntiva
- Jon Hopkins – effetti sonori

## Successo commerciale
Prima che venisse lanciato ufficialmente come singolo, Princess of China ha debuttato alla posizione 20 della classifica statunitense dei singoli. Il brano ha successivamente fatto il suo debutto in classifica in Irlanda ed in Vallonia. In Irlanda è entrato direttamente alla 22ª posizione, facendo sì che Rihanna avesse ben quattro brani provenienti da quattro album differenti nelle prime quaranta posizioni della classifica; We Found Love (estratto da Talk That Talk), Princess of China (estratto da Mylo Xyloto), Fly (estratto da Pink Friday) e Cheers (Drink to That) (estratto da Loud) rispettivamente al primo, ventiduesimo, trentesimo e trentanovesimo posto, mentre in Vallonia ha debuttato alla 45ª posizione.
Il 5 novembre 2011 Princess of China ha debuttato nella classifica britannica dei singoli (sebbene allora non fosse stato pubblicato come tale) alla 33ª posizione, mentre la settimana seguente è sceso al quarantanovesimo posto, per poi uscire dalle prime cento posizioni la settimana successiva. Il 19 maggio Princess of China ha fatto ritorno nella Official Singles Chart alla posizione 61, per poi salire alla 30ª posizione la settimana successiva. La terza settimana ha visto il brano salire alla posizione 20, per poi arrivare alla posizione 13, all'ottava e infine alla quarta.
A fine luglio 2012, viene reso noto che le vendite totali del singolo sono state pari a 362 708 copie nel solo Regno Unito.

## Classifiche

### Classifiche settimanali
| Classifica (2011/12) | Posizione massima |
| -------------------- | ----------------- |
| Australia            | 16                |
| Austria              | 25                |
| Belgio (Fiandre)     | 20                |
| Belgio (Vallonia)    | 24                |
| Canada               | 17                |
| Danimarca            | 7                 |
| Finlandia            | 14                |
| Francia              | 24                |
| Germania             | 41                |
| Irlanda              | 5                 |
| Italia               | 16                |
| Norvegia             | 8                 |
| Nuova Zelanda        | 8                 |
| Paesi Bassi          | 48                |
| Regno Unito          | 4                 |
| Spagna               | 24                |
| Stati Uniti          | 20                |
| Svizzera             | 20                |

### Classifiche di fine anno
| Classifica (2012) | Posizione |
| ----------------- | --------- |
| Belgio (Fiandre)  | 90        |
| Belgio (Vallonia) | 94        |
| Francia           | 89        |

## Date di pubblicazione
| Paese       | Data           | Formato           |
| ----------- | -------------- | ----------------- |
| Stati Uniti | 13 aprile 2012 | Download digitale |
| Mondo       | 4 giugno 2012  | Download digitale |